# کاتنارات، سیونیک
کاتنارات (به ارمنی: Կաթնառատ) یک منطقهٔ مسکونی در ارمنستان است که در استان سیونیک واقع شده‌است. کاتنارات در کیلومتری جنوب کاپان، مرکز استان سیونیک واقع شده‌است.

## خصوصیات
کاتنارات نفر جمعیت دارد و در ارتفاع متر بالاتر از سطح دریا قرار گرفته‌است.
| سال   | ۱۸۳۱ | ۱۸۹۷ | ۱۹۲۶ | ۱۹۳۹ | ۱۹۵۹ |
| جمعیت |      |      |      |      |      |